# Religija u Samoi
Religija u Samoi obuhvaća niz vjerskih skupina, ali 99 % populacije Samoe su kršćani.
Kršćanske skupine u Samoi do 2014. godine su: Saborna Crkva, 22,8%, metodisti, 22,2%, katolici, 19,2%; skupština Božja, 19,1%; Adventisti sedmog dana, 5,6%, a od sekta zastupljeni i mormoni, 2,5%;. Ova statistika ogleda kontinuirani rast u broju i veličini mormona i skupštine Božje. Sljedeće skupine čine manje od 5 posto stanovništva: Kršćanska nazarenska zajednica, Anglikanska zajednica, Saborna crkva Isusa, Jehovini svjedoci, cjelovitog evanđelja.
Na Samoi se nalaze i pripadnici drugih religija poput islama i Bahá'ía; procjena je da vjernici Bahá'ía broje na Samoi oko 2000 ljudi. Tu se nalazi jedan od samo sedam bahá'íjevskih vjerskih objekata u svijetu. Vjerski objekt Baha'ia bio je posvećen Malietou Tanumafiliu II., kralju Samoe (1913. – 2007.), koji je bio prvi vladajući Bahá'í monarh. Iako nema službenih podataka, općenito se vjeruje da postoje hinduisti, budisti, i Židovi u glavnom gradu.
Sve vjerske skupine su multietničke, nijedna se ne sastoji isključivo od stranih državljana ili domorodaca.